# XVI Congreso del Partido Comunista de la Unión Soviética
El XVI Congreso del Partido Comunista de la Unión Soviética tuvo lugar en junio y julio de 1930.

## Contexto
Fue el primer congreso del partido sin una oposición organizada desde 1924 y el primero de la historia del partido carente de toda oposición a las posiciones de la dirección. La Oposición de derecha, cuasilegal y encabezada por Nikolái Bujarin, Mijaíl Tomski y Alekséi Rýkov, había sido derrotada el año anterior. El partido, sin embargo, se hallaba muy agitado por el fracaso de la política de colectivización forzada. Tras un rapidísimo proceso de colectivización del agro soviético, mucho mayor del objetivo fijado para el Primer Plan Quinquenal, la intensa crisis agrícola hizo que el número de hogares campesinos incluidos en las granjas colectivas disminuyese de un 60 % a un 23,4 % en apenas dos meses.

## El congreso
Se celebró entre el 26 de junio y el 13 de julio de 1930, con los dirigentes de la Oposición de derecha muy desprestigiados. Bujarin no asistió, pero tanto Tomski como Rýkov  tuvieron que admitir sus «errores»; los tres fueron elegidos nuevamente miembros del comité central, pero no se les rehabilitó. El congreso aprobó la expulsión de numerosos sindicalistas, llevada a cabo por Lázar Kaganóvich desde su nuevo puesto de primer secretario del partido en Moscú, que había tenido lugar tras la caída de Tomski.
El politburó surgido del congreso lo formaron esencialmente partidarios decididos de Stalin, aunque algunos de ellos acabaron oponiéndosele más adelante: Voroshílov, Kaganóvich, Kalinin, Kírov, Kosior, Kúibyshev, Mólotov, Rýkov, Rudzutak y Stalin.